# الاستشرافية
يعد الاِستِشْرَاف (بالإنجليزية: flashforward)‏ أو التأريخ السَّبقيّ أو التَبْكيرُ أو ما كان يعرف بالتوقع البلاغي (بالإنجليزية: prolepsis) مشهدًا يدفع مؤقتًا بزمن السرد من النقطة الحالية إلى مستقبل القصة في الأدب والسينما والتلفزيون ووسائل الإعلام الأخرى. غالبًا ما يستخدم الاستشراف لتمثيل الأحداث المتوقعة أو المرسومة مسبقا أو المتخيل حدوثها في المستقبل. قد يكشف الاستشراف أيضًا عن أجزاء مهمة من القصة لم تحدث بعد، لكنها ستكشف قريبًا بمزيد من التفصيل. إنه مشابه للتقنية السردية: التنبؤ، التي لا تظهر فيها الأحداث المستقبلية بل يتم التلميح إليها ضمنيًا. ومشابه أيضًا للحذْف الإيجازي، إلا أن الحذف يأخذ السرد إلى الأمام ويهدف إلى تصفح التفاصيل المملة أو غير المثيرة للاهتمام، على سبيل المثال فترة شيخوخة الشخصية. إنه في الأساس تقنية سردية تُنسب لأدب ما بعد الحداثة، سُمي بالقياس إلى الفلاش باك أو ما يعرف بالاسترجاع الفني (بالإنجليزية: flashback)، والذي يكشف عن الأحداث التي وقعت في الماضي.

## أمثلة من الأدب
من أمثلة التوقع البلاغي الأولى في الفترة التي سبقت أدب ما بعد الحداثة رواية ترنيمة عيد الميلاد بقلم تشارلز ديكنز (بالإنجليزية:A Christmas Carol)، والتي يظهر فيها لِبطل الرواية إبنزر سكروج المستقبل بعد وفاته. تشير الأحداث اللاحقة للقصة إلى أن هذا المستقبل سيتم تجنبه من خلال هذه المعرفة المسبقة.
تستعرض سلسلة «الكلام والفراغ» من تأليف تيري بروكس حياة بطل الرواية الذي عندما ينام يسافر إلى المستقبل أو يرجع إلى الماضي إما قبل أو بعد وقوع كارثة كبيرة. يمكن اعتبار ذلك توقعا بلاغيا واسترجاعا.
استخدمت موريل سبارك من تقنية الاستشراف الشيء الكثير في روايتها بعنوان دافع الآنسة جان برودي. في مانغا بوروتو: الأجيال ما بعد ناروتو، يواجه بطل الرواية بوروتو أزوماكي عدوًا يُدعى كاواكي في قرية كونوها المدمرة (القرية المخفية في ورق الشجر) في المشهد الافتتاحي لسلسلة الأنيمي والمانغا.

## أمثلة من التلفزيون
يستخدم كل موسم من مواسم مسلسل الأضرار تقنية الاستشراف بصورة مكثفة، مما يكشف عن نتيجة الموسم للمشاهد. ثم تدور أحداث الموسم بأكمله حول اكتشاف الظروف التي أدت إلى تلك النتيجة. على سبيل المثال، يبدأ الموسم الأول بمشهد استشرافي لبطلة الرواية، إيلين بارسونز، وهي تجري في شوارع نيويورك مغطاة بالدماء. قبل 6 أشهر، كانت مجرد شابة ساذجة تبوأت لتوها منصب محامية في مكتب المحامية النافذة باتي هيوز. تم الكشف شيئًا فشيئًا عن ما دفع إيلين إلى الموقف الذي عُرض في المشهد الاستشرافي طوال الموسم. بالإضافة إلى ذلك، تُعرف السلسلة باستخدامها المضلل لتقنية الاستشراف، والتي غالبًا ما تكون مثالا على تقنية الرنجة الحمراء.
بعد الاستخدام المكثف لتقنية الاسترجاع الفني في الموسمين الأولين، بدأ المسلسل التلفزيوني لوست باستخدام تقنية الاستشراف طوال الفترة المتبقية من المسلسل. أول مثال عن ذلك هو المنعرج السردي في خاتمة الموسم الثالث: ما بدا أنه ذكريات من الماضي لما قبل ضياع الشخصيات في الجزيرة، اتضح في النهاية أنه الحلقة المكونة من جزأين التي تستخدم تقنية الاستشراف لتظهر الشخصيات بعدما عادت إلى الحياة الطبيعية. ظهر في حلقة لاحقة مشهد استشرافي شمل الزوجين جين وسَن عائدين إلى المنزل بأمان وينتظران ولادة طفلهما، ولكن تم الكشف بعد ذلك أن مشاهد جين كانت ذكريات من الماضي وأن مشاهد سَن هي التي كانت مشاهد استشرافية (مما يعكس حقيقة أنهما في زمان ومكان مختلفين).
تستخدم الحلقة النهائية من سلسلة ستار تريك: فوياجر بعنوان «المرحلة الأخيرة»، أسلوبًا مشابهًا للاستشراف. تتُصور الحلقة مستقبلًا عادت فيه السفينة الفضائية فوياجر التابعة لاتحاد الفضاء إلى الوطن بعد أن تاهت لعقود في الفضاء السحيق وبعد وقوع مع العديد من المآسي الشخصية، مما دفع قبطان السفينة إلى استخدام السفر عبر الزمن للعودة إلى الإطار الزمني للمسلسل وإعادة الطاقم إلى المنزل بشكل مباشر.
تدور أحداث مسلسل الخيال العلمي التلفزيوني الأمريكي فلاش فورورد حول فقدان كل شخص على الأرض لوعيه لمدة 137 ثانية، يختبر خلالها كل شخص لمحة عن ما سيحدث في المستقبل بعد 6 أشهر. كانت السلسلة نفسها مبنية على رواية فلاش فورورد لكاتبها روبرت جيه سوير.
استخدمت تقنية الاستشراف في المسلسل البريطاني هوليوكس حيث عُرضت أحداث ما بعد ستة أشهر في مايو 2010 في حلقة خاصة.
تنتهي الحلقة الأخيرة من مسلسل مترين تحت الأرض باستشراف مُستفيض يصور موت جميع الشخصيات المركزية بعد عدة عقود في المستقبل.
يستخدم مسلسل بريكنغ باد تقنية الاستشراف في الموسم الثاني بكامله يظهر فيه مشهد غامض يتعلق بحطام ومجموعة من الجثث في منزل والتر وايت وفي حيه، وقد كُشف فيما يعد أن ذلك حصل نتيجة لتحطم طائرتين على المنزل. يبدأ النصف الأول من الموسم الخامس بمشهد استشرافي في المستقبل بعد سنة واحدة حيث يبلغ عمر والتر اثنين وخمسين عامًا، ويبدأ النصف الثاني باستكمال القصة، حيث يعود إلى منزله المهجور. تم استئناف السرد في هذا المشهد الاستشرافي في الحلقة الأخيرة من الموسم بعنوان فيلينا.
يبدأ كل موسم من المسلسل المشتق من بريكنغ باد بعنوان يُفضل الاتصال بسول، بمشهد استشرافي، تدور أحداثه بعد مسلسل بريكنغ باد (أي بعد عدة سنوات في المستقبل القريب وفق الإطار الزمني لأحداث مسلسل يُفضل الاتصال بسول)، وقد صُورت مشاهده بالأسود والأبيض.
استخدم مسلسل كيف تفلت بجريمة قتل مشاهد استشرافية في كل حلقة من مشاهد من الحلقات المستقبلية حتى الحلقة التاسعة من الموسم الأول.
يستخدم مسلسل كوانتيكو مشاهد استشرافية لكشف الأحداث المستقبلية التي حدثت في الموسم الأول والثاني.
استخدمت سلسلة النخبة من إنتاج نتفليكس مشاهد استشرافية في الموسم الأول لكشف لغز جريمة قتل حدثت في المستقبل.
استخدمت سلسلة الرمال المتحركة من إنتاج نتفليكس مشاهد استشرافية في الموسم الأول لكشف الظروف التي أدت إلى إطلاق النار في مدرسة.
وظف مسلسل ذو السهام من إنتاج ذا سي دبليو مشاهد استشرافية في موسمه السابع، بعد أن استُخدمت فيه تقنية الاستشراف بشكل مكثف في المواسم الخمسة الأولى. وقعت أيضًا أحداث استشرافية طوال الموسم الرابع تنذر بوفاة شخصية لوريل لانس.
استعرض مسلسل هوليوكس لمحة استشرافية عن ليلة رأس السنة الجديدة 2020 لمعرفة مكان الشخصيات في غضون عام.

## أمثلة من عالم الأفلام
في منتصف الفيلم المعنون ألا يُردون الخيول؟، يُعرض للناظر مشهد استشرافي مفاجئ عندما يظهر ضابط شرطة وهو يدفع روبرت، الشخصية التي يؤديها مايكل سارازين، إلى زنزانة السجن، على الرغم من أنه لم يفعل شيئًا ليلقى هكذا مصيرا. يعلم الجمهور لاحقًا في القصة، أن شخصية سارازين اتخذت قرارات تؤدي بها للسجن.
يعتمد فيلم الوافدون على التوقعات البلاغية اعتمادا بالغا في كل أجزاء الفيلم، وقد أظهرها على أنها مشاهد استشرافية (مثل حلقة مسلسل لوست المذكور أعلاه). تكتسب الشخصية الرئيسية قدرة استباقية بعد تعلم لغة الفضائيين، فتقرر استخدامها لمنع اندلاع الحرب. تستخدم المعلومات التي كُشفت لها في المستقبل لإقناع قائد عسكري بعدم مهاجمة الفضائيين في الوقت الحاضر.

## أمثلة من ألعاب الفيديو
في لعبة آنتل داون، قد يجد اللاعبون القطع الأثرية التي صنعتها قبيلة الأمريكيين الأصليين التي عاض أفرادها على الجبل وتُظهر لهم منذرات حول الأحداث المستقبلية المحتملة. تحقق تلك المنذرات من عدمه يعتمد على أفعال اللاعب؛ على سبيل المثال، تظهر إحدى القطع الأثرية موت شخصية أخرى في مشهد يمكن تجنبه.